# Fotbal Club Vaslui 2012-2013
Questa voce raccoglie le informazioni riguardanti il Fotbal Club Vaslui nelle competizioni ufficiali della stagione 2012-2013.

## Rosa
| N. |                       | Ruolo | Calciatore           |
| -- | --------------------- | ----- | -------------------- |
| 1  | Romania (bandiera)    | P     | Dănuț Coman          |
| 3  | Capo Verde (bandiera) | D     | Fernando Varela      |
| 5  | Polonia (bandiera)    | D     | Piotr Celeban        |
| 7  | Portogallo (bandiera) | C     | Davide               |
| 8  | Romania (bandiera)    | C     | Liviu Antal          |
| 9  | Romania (bandiera)    | A     | Sabrin Sburlea       |
| 10 | Romania (bandiera)    | C     | Nicolae Stanciu      |
| 11 | Romania (bandiera)    | C     | Ervin Zsiga          |
| 12 | Lituania (bandiera)   | P     | Vytautas Černiauskas |
| 16 | Brasile (bandiera)    | C     | Cauê                 |
| 17 | Romania (bandiera)    | C     | Adrian Gheorghiu     |
| 18 | Romania (bandiera)    | C     | Lucian Sânmărtean    |
| 19 | Zimbabwe (bandiera)   | A     | Mike Temwanjera      |
| 20 | Bulgaria (bandiera)   | D     | Živko Milanov        |

| N. |                      | Ruolo | Calciatore         |
| -- | -------------------- | ----- | ------------------ |
| 21 | Romania (bandiera)   | D     | Ionuț Balaur       |
| 23 | Romania (bandiera)   | D     | Adrian Sălăgeanu   |
| 25 | Nigeria (bandiera)   | C     | Michael Tukura     |
| 28 | Romania (bandiera)   | D     | Gabriel Cânu       |
| 29 | Romania (bandiera)   | A     | Marius Niculae     |
| 30 | Romania (bandiera)   | C     | Raul Costin        |
| 33 | Cipro (bandiera)     | D     | Īlias Charalampous |
| 40 | Romania (bandiera)   | C     | Dacian Varga       |
| 67 | Romania (bandiera)   | D     | Andrei Cordoş      |
| 77 | Mozambico (bandiera) | C     | Eduardo Jumisse    |
| 78 | Senegal (bandiera)   | D     | Ousmane N'Doye     |
| 88 | Romania (bandiera)   | D     | Vasile Buhăescu    |
| 89 | Romania (bandiera)   | P     | Cătălin Straton    |
| 99 | Romania (bandiera)   | C     | Daniel Mih         |